# Rinkenæs
|  | For den tidligere sydslesvigske by, se Rinkenæs (Sydslesvig) |
Rinkenæs (tysk: Rinkenis) er en mindre by i Sønderjylland med 1.269 indbyggere  (2025), beliggende i Rinkenæs Sogn på nordsiden af Flensborg Fjord. Byen ligger i Sønderborg Kommune og tilhører Region Syddanmark. Stednavnet kendes fra 1436 som Rinkenisse, genitiv pluralis af gammeldansk *rink 'kriger' og næs.
Hovedveje A 8 fra Tønder via Sønderborg til Fynshav, går midt igennem byen. Der er flere daglige busforbindelser til Sønderborg, Gråsten og Flensborg I Rinkenæs ender fjordvejen fra Kollund. Banegården i Rinkenæs blev nedlagt i 1974, men fra Gråsten er der intercity-forbindelse til København.
1945 blev den nuværende skole på Stenvej indviet i som en skole med 7 klasser, hvortil børnene fra den nedlagte Bækken skole blev overført i 1960. Rinkenæs Skole har nu cirka 132 elever fra 0 til 6. klasse og SFO, som er tilbud til elever i 0. til 2.klasse. Skolen kunne i 2015 fejre sit 70 års jubilæum.
Børnehuset Rinkenæs er en kommunal institution der er normeret til 8 vuggestuebørn og 43 børnehavebørn. Der er vuggestue og to børnehavegrupper i stueetagen. Derudover bor de ældste børn på 1. sal.
Rinkenæs Gamle Kirke indviet til Skt. Laurentius den 10. august 1158, ligger cirka 4 km nord for Rinkenæs by. Den er hovedsagelig opført af kampsten, og har hverken tårn eller hvælvinger. .Som tilflugtssted var kirken også indrettet med vægge på 1 1/2 meter. I 1600-tallet under svenskekrigene blev kirken plyndret og skændet. Den tårnløse romanske kirke, har et lille senrenæssance våbenhus og inventar fra slutningen af 1700-tallet. Prædikestolen er fra 1606. Kirken var sognekirke indtil 1932. Der er stadig af og til gudstjeneste, og der foretages også andre kirkelige handlinger. På kirkegården ved kirken er der en fællesgrav for 66 danske og prøjsiske soldater, der døde på lazaretter i Rinkenæs under 2. Slesvigske Krig i 1864. Monumentet der er rejst på graven er både med dansk og tysk indskrift.
Rinkenæs Korskirke, indviet den 4. september 1932 og blev fra samme dato sognekirke. Kirken er bygget som en traditionel landsbykirke med rødt tegltag og et tårn med sadeltag og takkede gavle.
Rinkenæs frivillige Brandværn blev oprettet den 19.marts 1890, allerede i 1891 blev der anskaffet to trommer og en piccolofløjte. Rinkenæs Frivillige Brandværns Orkester, tæller i dag 30 aktive medlemmer. I 1995 fik orkestret nye uniformer, som er en tro kopi af de uniformer man brugte i 1891. Året rundt spiller orkestret til forskellige byfester, ringridninger, juletræsfest og meget mere.

## Historie
Under etableringen af golfbanerne ved Benniksgaard blev der i samarbejde med Haderslev Museum nu Arkæologi Haderslev fundet en stor og en lille dysse, en langdysse og to jættestue, som kan dateres tilbage til den tidlige bondestenalder ca. 2.500 år før Kristi fødsel. Udgravningen af de fem megalitgrave gav et omfattende skår-materiale til belysning af offerskikken ved disse grave og dennes udvikling gennem tiderne.
Rinkenæs gamle Kirke ligger på et bakkedrag 4 km nord for Rinkenæs. Oprindelig var den omgivet af en landsby, som forsvandt fuldstændigt omkring år 1300. 1335 nævnes Rinkenæs, da biskop Hilmsbert af Slesvig skænkede Domkapitlet i Slesvig al den jord, han ejede i Rinkenæs. Byen havde oprindelig ligget nord for Rinkenæs og hed Bakenby (den bagerste by). Efter reformationen var der i 1536 intet spor af byen. Man fandt kun gamle brønde og murbrokker. Her lå en hellig kilde på bjerget, Skt. Kirstens Kilde.
1752 var Rinkenæs en landsby med i alt 27 gårdejere inklusive de hertugelige (augustenborgske). 1769 blev markerne udskiftet.
Den ældste skole i Rinkenæs er opført ca. 1730. Bygningen er i dag privat beboelse og ligger på Nederbyvej 88. Elevtallet steg, og i 1834 byggedes på Nederbyvej 51 en ny skole med 3 skolestuer. I 1908 var elevtallet steget til 233 og der blev udbygget med endnu en skolestue.
Rinkenæs Station er en tidligere jernbanestation på Sønderborgbanen. Den åbnede for trafik i 1901, dengang med to spor. Omkring 1914 blev der lagt et tredje spor. Stationen blev nedsat til trinbræt i 1966 og endeligt nedlagt i 1974.
Ved genforeningen i 1920 den 10. februar stemte i Rinkenæs 582 for at tilhøre Danmark og 283 for Tyskland. I 1920 bestod landsbyen kun af gårde og enkelte huse i Nederby og Overby. I dag er kun enkelte gårde tilbage. Stationsbygningen blev solgt til privat ejer i 1966 og eksisterer stadig.
Rinkenæs Efterskole blev oprettet i 1952 med KFUM & KFUK og Indre Mission som bagland. På grund af manglende elevtal blev skolen nedlagt 2015. Skolen havde plads til 95 elever, og de faglige linjefag var musik, kunst og design, håndværk samt golf.

## Seværdigheder og turisme
- Der er i og omkring Rinkenæs flere gamle gårde, derunder det fredede stuehus på Benniksgaard fra 1782. I 2004 fik ejeren tilladelse af Kulturarvsstyrelsen til at renovere stuehuset og lave det om til hotel. Betingelsen for tilladelsen var, at hotelværelserne skulle se ud som de oprindelige optegnelser af stuehuset fra 1782. Dertil skulle stuehuset have genetableret sit stråtag, som gården oprindelig havde, før taget brændte i 1872. Ved siden af gården er der ned mod Flensborg Fjord anlagt en golfbane. 150 meter fra hotellet Benniksgaard Anneks med 23 hotelværelser ligger 150 meter fra gården, og er indrettet i en del af bygningerne på den nu nedlagte Rinkenæs Efterskole.
- Rinkenæshus har hotel, restaurant, campingplads med hytter og en 18 hullers minigolf bane.
- Lærkelunden ved Nederbyvej er en campingplads med 250 pladser ned til Flensborg Fjord.
- Gartnerslugten har hver tirsdag i sommerferien fra 19.30 gratis parkkoncerter.
- Gendarmstien langs med nordsiden af Flensborg Fjord. Fra Rinkenæs er der vejforbindelse ned til stien ved Stranderød og Sandager.
- Bakket landskab med udsigt til Flensborg Fjord, Egernsund og Holnæs på den tyske side af fjorden.
- Rinkenæs Skov på 275 hektar, er en del af Gråstenskovene. Skoven er beliggende cirka 5 km nord for Rinkenæs. Der er adgang fra P-pladsen ved Ravnsbjergvej. Cirka 800 m ned ad skovvejen ligger naturlejrpladsen Syvstjernen. Syvstjernen er en såkaldt økobase med 7 shelters på 4 x 2,5 m, hvor ca 40 personer kan overnatte. Hytterne ligger omkring en bålplads med bænke og et naturtoilet i nærheden. skal bookes over Naturstyrelsen.

## Galleri
- Rinkenæs Gamle Kirke ligger på et bakkedrag 4 km, uden for Rinkenæs.
- På kirkegården ved Rinkenæs Gamle Kirke er der en fællesgrav for 66 danske og prøjsiske soldater.
- Udsigt fra Rinkenæs Korskirkes kirkegård til Flensborg Fjord
- Stranden ved Rinkenæs, maleri af Alexander Eckener, som var medlem af Kunstnerkolonien Egernsund
- Grønt hjørne ved hovedvejen gennem Rinkenæs. På stenen er indhugget Halfdan Rasmussens digt om "Rapanden Rasmus fra Rinkenæs Sogn"

## Personligheder
- Arndt Georg Nissen, kunstmaler og sejlsportsmand (1907-1979)